# Utrechti unió

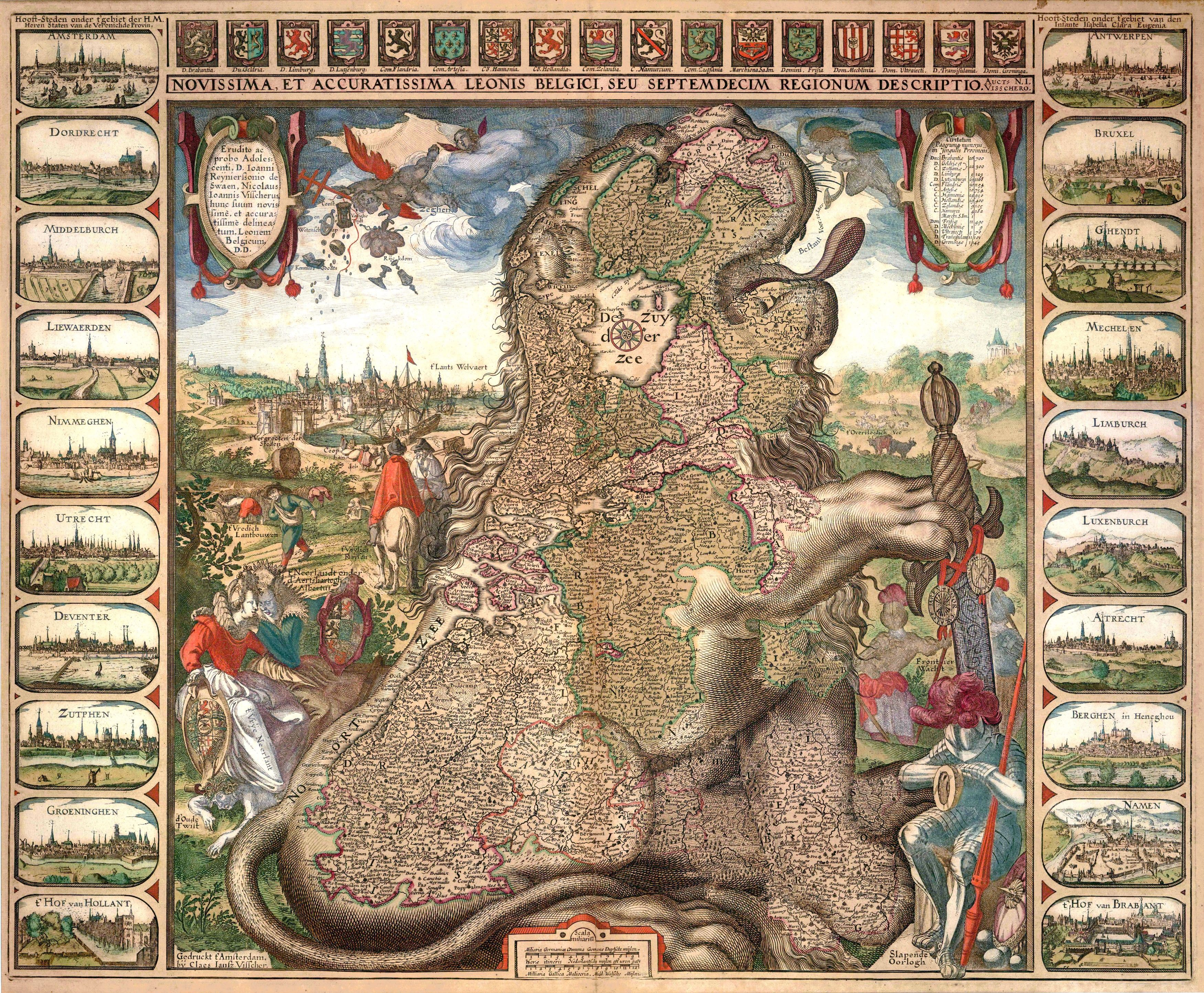
A Hét Egyesült Holland Tartomány Köztársasága az utrechti unió aláírása után egy 17. századi korabeli térképen

Az utrechti unió (hollandul: Unie van Utrecht) néven ismertté vált szerződést 1579. január 23-án írták alá Utrecht városban az akkori spanyol befolyás alatt álló németalföldi északi részén található tartományok képviselői. A terület addig a Habsburg-ház spanyol ágának fennhatósága alá tartozott, ám a szerződés aláírásával, majd II. Fülöp spanyol király 1581-es trónfosztásával kikiáltották a spanyol koronától való függetlenségüket, ezzel megalakítva a Hét Egyesült Holland Tartomány Köztársaságát (hollandul: Republiek der Zeven Verenigde Nederlanden), ami a mai Hollandia elődállamának számít.
A szerződést aláíró tartományok vállalták, hogy a továbbiakban együttesen folytatják a harcot a spanyolok ellen, illetve rendeztek vallási és adózási kérdéseket is. Mivel az utrechti uniót megelőzte az „általános uniónak” (Generale Unie) is nevezett 1576-os genti pacifikáció, ezért holland nyelvterületen gyakran „szorosabb unió” (Nadere Unie) néven ismerik.

## Előzmények
A németalföldi tartományok a középkorban a Burgundi Hercegséghez tartoztak. 1477-ben az utolsó burgundi uralkodó, a Valois-házból való I. Mária burgundi hercegnő (1457–1482) feleségül ment I. Miksa német-római császárhoz. Mária halálakor a tartományok fiára, Szép Fülöpre szálltak, aki az első Habsburg-házból származó uralkodó volt a spanyol trónon. Fia és utóda, V. Károly német-római császár 1556-ban felosztotta a Német-római Birodalmat, és a németalföldi Tizenhét Tartományt fiának, II. Fülöp spanyol királynak juttatta. A Tizenhét Tartomány magában foglalta a mai Belgium, Hollandia és Luxemburg területének nagy részét.
1561-ben Pármai Margit, V. Károly törvénytelen lánya és Fülöp féltestvére lett a Tizenhét Tartomány kormányzója. Fülöp külpolitikai céljai miatt egyre több adót követelt a gazdag tartományokból. A gazdasági problémákat súlyosbította, hogy Fülöp uralkodása alatt egyre több nemesfém áramlott be az Újvilágból, amely súlyos inflációhoz vezetett, míg a protestánsüldözések élesen szembeállították a katolikus uralkodót és protestáns alattvalóit. 1566-ban számos helyen vallási felkelés tört ki, a templomokban megsemmisítették a szentek képeit, hiába igyekezett Margit csökkenteni a feszültséget. A helyi rendek fellázadtak a király és a helytartója ellen, és Fülöp a véreskezű Alba herceget tette meg a tartományok kormányzójának (1567–1573), mivel Margit békülékeny politikáját, a főnemesi ellenállás pártjával való kiegyezési kísérleteit a király a gyengeség jelének ítélte.
1567 augusztusában Alba hercege jelentős spanyol királyi haderővel a németalföldi határra érkezett. A szervezkedés vezetője, Orániai Vilmos, a „hallgatag herceg” elmenekült Brüsszelből. 1567. szeptember 9-én Alba hercege lefogatta és rögtönítélő bíróság (ún. „Vértörvényszék”) elé állította Egmont és Hoorn grófokat, a főnemesi szervezkedés fontos vezetőit annak ellenére, hogy mindketten katolikusok voltak és egyezkedni próbáltak a királyi hatalommal. Felségárulás és lázadás bűnéért halálra ítélték őket, figyelmen kívül hagyva azon kiváltságukat, hogy az Aranygyapjas rend lovagjait csak maga a király ítélhette volna el. 1568. június 5-én Brüsszel főterén lefejezték őket.
A közfelháborodás nyílt fegyveres ellenállásba csapott át. Kitört a nyolcvanéves háború. Alba hercege kíméletlenül üldözött minden protestáns megnyilvánulást. Az első kivégzéseket további 8000 követte. A brüsszeli Vértörvényszék által meghozott halálos ítéletekkel először a regionális felkeléseket sikerült elfojtania. Több nagy hadjáratban sikerült katonai vereséget mérnie a felkelő csapatokra. 1568. július 21-én a jemmingeni csatában (ma: Jemgum, Németország) Alba hercegének sikerült megsemmisítenie a Nassaui Lajos által vezetett holland hadsereget. Ezután a felkelők már kerülték a nyílt összecsapást, és sikeres gerilla-hadviselésbe kezdtek. Válaszul a spanyol katonák a városok lakosságát pusztították (Zutphen, Naarden, Haarlem).
1572. október 2-án Alba herceg fiának, Fadrique Álvareznek, Alba IV. hercegének vezetésével tömegmészárlást hajtottak végre Mechelenben. Alba hercegének brutális kormányzása és szabadjára engedett katonáinak atrocitásai azonban németalföldi hadjáratának kudarcához vezettek. Az elszenvedett erőszak a felkelés mellé állította az addig érdektelen polgárok tömegét is, miközben a protestánsok mindvégig élvezték Anglia támogatását. A háború elhúzódott.
Albát 1573-ban II. Fülöp király leváltotta, helyére Don Luis de Zúñiga y Requesens herceget nevezte ki Németalföld helytartójává. 1576 őszén a spanyol királyi kincstár már nem tudta fizetni a zsoldos hadsereget. A fizetés nélkül maradt spanyol terciók november 4-én megrohanták és felprédálták Antwerpent. A spanyol katonák átfésülték a várost, betörtek a házakba, nagy összegú megváltást követeltek a polgároktól. Aki nem fizetett, megölték, erőszakot tettek családtagjain, felgyújtották a házát. A három napon át folyó féktelen szabad rablást és gyilkolást a holland nép a mai napig „spanyol őrjöngésnek” (spaanse furie) nevezi.

### Korábbi szerződések

#### Dordrechti unió
A spanyol uralom ellen felkelők által kötött első szerződést, a dordrechti uniót 1575. július 4-én Dordrecht városban írták alá Holland és Zeeland tartományok képviselői (akikhez később csatlakoztak Zaltbommel és Buren városok is). A két tartomány elhatározta, hogy a jövőben közösen folytatják a spanyolok elleni harcot, megegyeztek ennek pénzügyi kérdéseiről, közös képviselőtestületet hoztak létre, illetve vallásszabadságot hirdettek területükön. Július 11-én a két tartomány Orániai Vilmost ismerte el a tartományok kormányzóinak.

#### Genti pacifikáció
A spanyol katonák antwerpeni őrjöngése Orániai Vilmos herceg kezére játszott, aki szorosabb egységbe akarta fűzni az északi (protestáns) és déli (túlnyomórészt katolikus) tartományokat. 1576. november 8-án a genti városházán Brabant, Flandria, Artois és Hainaut képviselői együttműködési szerződést írtak alá Holland és Zeeland tartományok képviselőivel, amelyben létrehozták a németalföldi rendi gyűlést (Staaten-General), illetve kijelentették:
- a spanyol zsoldosoknak el kell hagyni Németalföldet
- a rendi gyűlés saját akaratából ülésezik (korábban az uralkodó hívta össze)
- a felkelők amnesztiát kapnak
- az uralkodó megerősíti a világi és egyházi méltóságok kiváltságait (ekkor még nem volt szó II. Fülöp trónfosztásától)
- csak holland előkelőket neveznek ki a tartományok élére
- Orániai Vilmos herceg lesz az egyesült tartományok helytartója.

A pacifikáció során a déli és északi tartományokat elválasztó vallási kérdést nem oldották meg, hanem az első rendi gyűlés hatáskörébe utalták.

#### Brüsszeli unió
Az első brüsszeli uniót 1577. január 9-én írták alá a rendi gyűlés, az államtanács, illetve Holland és Zeeland tartományok képviselői, hogy Don Juan de Austria helytartóval elfogadtassák a genti pacifikációt. A Brüsszeli Unió kimondta:
- Don Juan elfogadja a genti pacifikációt, beleértve a spanyol zsoldosok kivonását és a lázadóknak adott amnesztiát
- a lázadók elfogadják II. Fülöp fennhatóságát
- a tartományok a katolikus hit elfogadására törekszenek.

Ezt követően Don Juan és a rendek képviselői Marche-en-Famenne városban aláírták az Edicto Perpetuo-t, amely lényegében tűzszüneti megállapodás volt: II. Fülöp katonái elhagyták Németalföldet, miután a rendek 600 000 arany váltságdíjat fizettek. Mindkét fél elismerte a genti pacifikációt és a rendek elismerték II. Fülöp fennhatóságát.
A brüsszeli uniót 1577. április 6-án II. Fülöp aláírta és a spanyol katonaságot visszavonta Luxemburg területére (amely nem vett részt a németalföldi szabadságharcban), de július 24-én Don Juan meglepetésszerű támadással elfoglalta Namur várost és ezzel a brüsszeli unió és a Edicto Perpetuo előírásait is felrúgta.
Válaszul a rendi gyűlés 1577. december 10-én aláírta a második brüsszeli uniót, amelyben megerősítették a genti pacifikáció előírásait, de most már egyenlő rangot biztosítottak a protestáns és a katolikus vallásnak.

#### Arrasi unió
Az arrasi unió vagy arrasi szerződés néven ismert egyezményt 1579. január 6-án az észak-francia Arras (hollandul: Atrecht) városában írták alá. Az egyezmény értelmében Spanyol-Németalföld déli tartományai (azaz a mai Belgium déli része, Nord-Pas-de-Calais és Pikárdia régiók a mai Franciaországban) kifejezték hűségüket a spanyol koronának és II. Fülöp spanyol királynak, valamint elismerték az 1578-ig kinevezett kormányzó, Don Juan de Austria fennhatóságát.

## A szerződés létrejötte

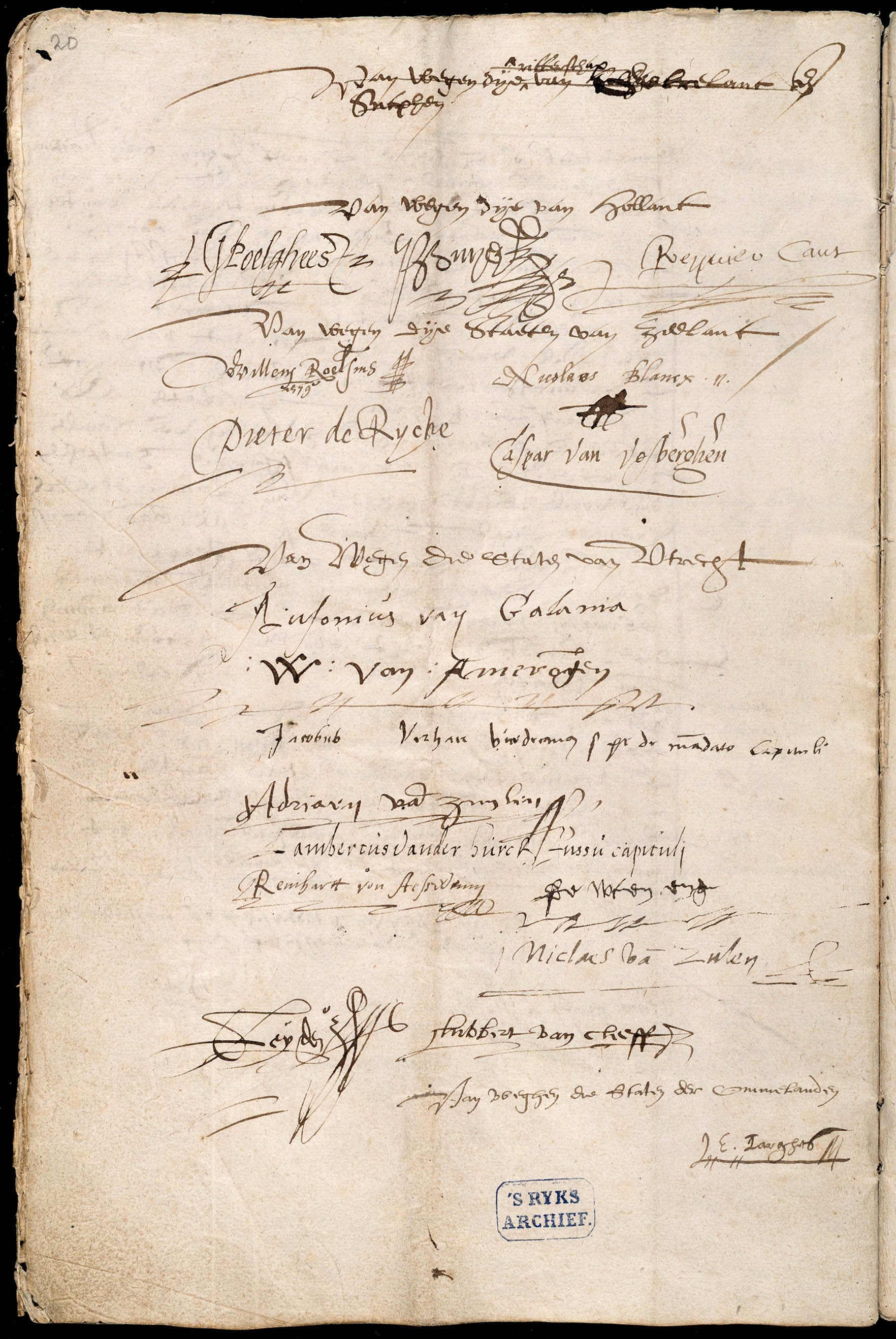
Az Utrechti Unió utolsó lapjai, ahol felismerhető J. van Poelgeest, Reinier van Cant, Willem Roessens, Nicolaas Blanx, Pieter de Rijcke és Caspar van Vosberge kézjegye.

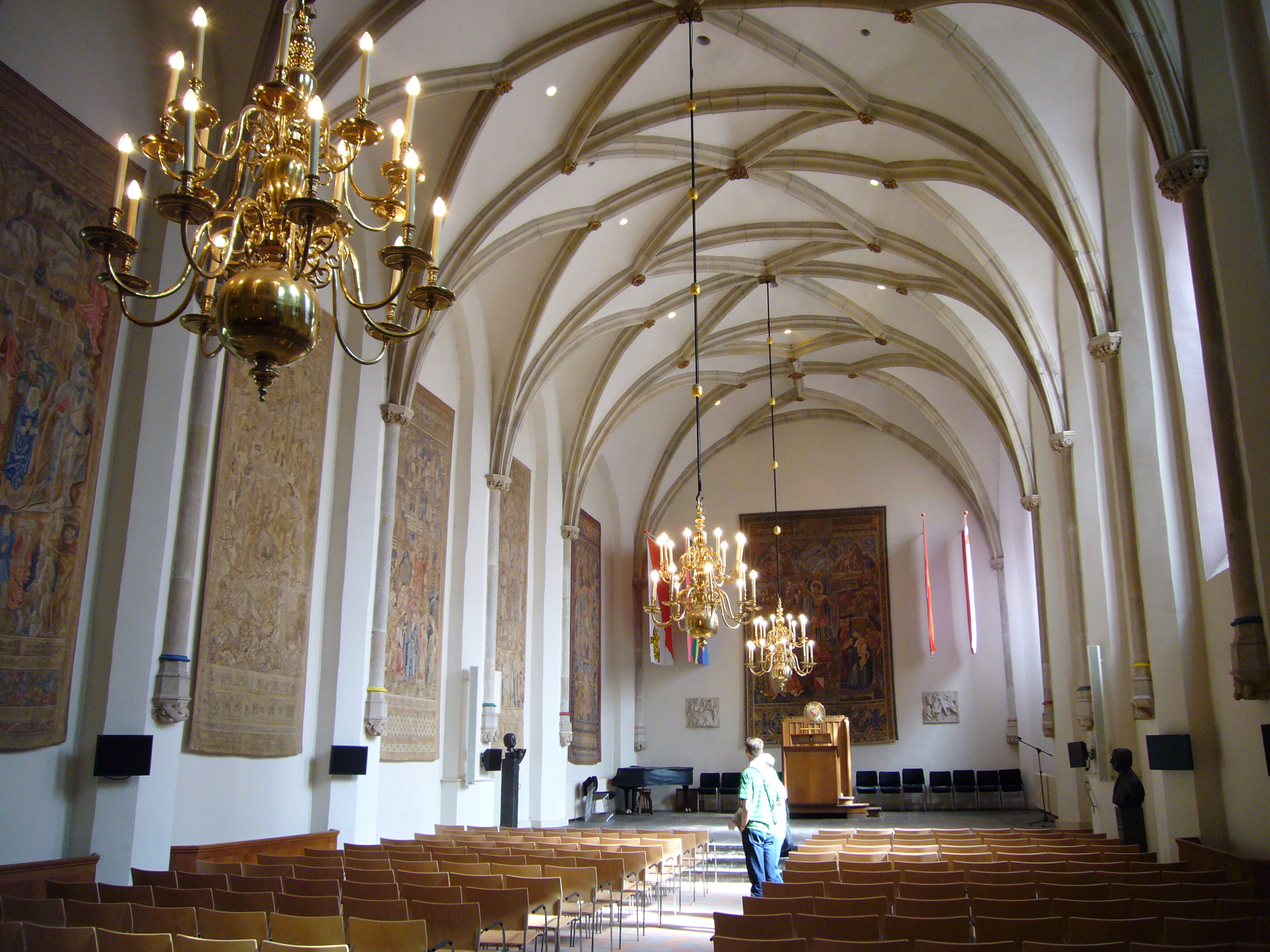
Az utrechti dóm káptalanháza, ahol az Uniót aláírták.

Pár nappal az arrasi unió után Holland, Zeeland, Utrecht tartományok és Groningen, valamint Gelderland nemesi képviselői (utóbbi kettő meghatalmazását jócskán túllépve) aláírták az utrechti unió néven ismert szerződést. Február 4-én Gent városa is csatlakozott, majd márciusban Frízföld tartomány városai, illetve Guelders tartomány 3/4-e. Később Venlo (április 11.), Ypres (július 10.), Antwerpen (július 29.), Breda (szeptember 13), Brugge és környéke (1579. november), Lier és Drenthe (1580. április 11.). Az ellenálló Amersfoort várost 1579. március 10-én Nassaui János katonái elfoglalták és a város vezetését az unió aláírására kényszerítették.

### Tartalma
A szerződés, amelyet Floris Thin dolgozott ki, a következő főbb pontokat tartalmazta:
- az aláíró tartományok egyesült külpolitikát folytatnak, de az unión belül minden tartomány megtarthatta kiváltságait és saját tartományi kormányzatát
- létrehozták a közös hadsereget és meghatározták a katonai szolgálat rendjét
- a tartományok vállalták, hogy háborúban egymás segítségére sietnek
- a déli tartományokkal határos városok védelmének költségeit közösen vállalták: az összes költség felét az egyesült tartományok állják és ennek érdekében egy különadót is bevezettek
- az egyes városokat kötelezték a helyőrség befogadására és ellátására, a felmerülő költségeket pedig az egyesült tartományok közösen állták
- Holland és Zeeland tartományok területén személyes vallásszabadságot vezettek be, a többi tartomány saját maga határozhatta meg vallási politikáját[6]

Az 1579. február 1-jén elfogadott záradék ("Verclaringhe") értelmében azok a szövetséges városok és tartományok, amelyek a katolikus vallást részesítették előnyben, az unió tagjai lehettek.
Az egyezmény további része meghatározták, hogy mely döntéseket hoznak egyhangúlag és melyeket többségi szavazással a rendi gyűlésben, meghatározták a kormányzó hatáskörét, illetve az esetleges nézeteltérések feloldására szolgáló eljárást vezettek be.
A későbbiekben Holland és Zeeland követelésére megváltoztatták a vallási előírásokat, és minden tartománynak dönteni kellett, hogy a protestáns vagy a katolikus vallást követi. Ez néhány éven belül megváltoztatta az unió képét és erős protestáns többséget eredményezett: a spanyolokkal való szembenállás során nehéz volt felvállalni a katolikus vallást.

## A szerződés aláírói
1580 áprilisáig a következő területek csatlakoztak az unióhoz:
- Holland tartomány
- Zeeland tartomány
- az Utrechti Püspökség
- a Gueldersi Hercegség
- Groningen
- Frízföld
- Drenthe
- Overijssel
- a Brabanti Hercegség
- a Flamand grófság
- Tournai és Valenciennes

## Következmény
1580. március 3-án Frízföld, Groningen, Drenthe és Overijssel kormányzója, George van Lalaing Rennenberg grófja felmondta az uniót és II. Fülöp mellé állt. A „rennenbergi árulás” néven ismert esemény hatására Orániai Vilmos azonnal csapatokat küldött, hogy a térséget visszafoglalják az unió számára.
Az utrechti unió aláírása után kirobbanó harcokban a spanyol katonák, Alessandro Farnese, Párma és Piacenza hercege, 1578–1592 között Spanyol Németalföld helytartója vezetésével 1580–1589 között teljesen elfoglalták Flandriát, illetve Brabant déli részét. Oostende 1604-ig kitartott. Holland és Zeeland hamarosan visszavonták a vallásszabadságra tett ígéreteiket és betiltották a katolikus vallást.
A spanyol király trónfosztását csak 1581-ben mondták ki az egyesült északi tartományok. 1580-ban II. Fülöp spanyol királyn kiátkoztatta Orániai Vilmos herceget, majd vérdíjat tűzött ki a fejére. Néhány sikertelen merényletkísérlet után 1584-ben egy franche-comtéi nemes Delftben lelőtte Vilmost, ugyanebben az évben az északi tartományok elfogadták a világ első polgári alkotmányát.
Vilmos halála után a tartományok sikertelenül keresték utódát és 1588-ban hivatalosan is felvették a köztársasági államformát. 1594. július 23-án Groningen városa és a környező tartomány kimondta egyesülését, majd 1595. február 17-én a szintén utrecthi nió néven ismert szerződés aláírásával belépett a köztársaságban annak hetedik tartományaként.

## Fordítás
- Ez a szócikk részben vagy egészben  az   Unie van Utrecht (1579) című holland Wikipédia-szócikk fordításán alapul.  Az eredeti cikk szerkesztőit annak laptörténete sorolja fel. Ez a jelzés csupán a megfogalmazás eredetét és a szerzői jogokat jelzi, nem szolgál a cikkben szereplő információk forrásmegjelöléseként.